# NGC 215
NGC 215 è una galassia lenticolare situata nella costellazione della Fenice.

## Scoperta
NGC 215 è stata scoperta il 28 ottobre 1834 dall'astronomo britannico John Herschel.